# عاصم غوش
عاصم غوش (بالإنجليزية: Asim Ghosh)‏ هو رائد أعمال هندي، ولد في 7 ديسمبر 1947 في نيودلهي في الهند.